# Czas przeszły (film)
Czas przeszły – polski film fabularny, psychologiczny oraz wojenny z 1961 r. w reż. Leonarda Buczkowskiego i Mieczysława Waśkowskiego na motywach powieści Andrzeja Szczypiorskiego pod tym samym tytułem.

## Ekipa
- Reżyseria – Leonard Buczkowski, Mieczysław Waśkowski
- Współpraca reżyserska – Leopold R. Nowak, Zofia Suchecka
- Scenariusz – Leonard Buczkowski, Andrzej Szczypiorski
- Zdjęcia – Jerzy Wójcik
- Operator kamery – Antoni Nurzyński
- Współpraca operatorska – Zenon Filar, Czesław Grabowski, Stanisław Śliskowski, Julian Głowacki
- Scenografia – Jan Grandys
- Współpraca scenograficzna – Jarosław Świtoniak, Bolesław Kamykowski, Franciszek Trzaskowski
- Kostiumy – Jerzy Kondracki, Ludwina Mannowa
- Muzyka – Adam Walaciński
- Dźwięk – Józef Bartczak, Mikołaj Kompan
- Współpraca dźwiękowa – Franciszek Busiak, Włodzimierz Wiśniewski
- Montaż – Janina Niedźwiecka
- Współpraca montażowa – Jerzy Pękalski
- Charakteryzacja – Halina Sieńska, Roman Kęsikowski
- Kierownictwo produkcji – Ludwik Hager
- Kierownictwo produkcji II – Zygmunt Wójcik
- Współpraca produkcyjna – Jan Włodarczyk
- Produkcja – Zespół Filmowy „Kadr”
- Atelier – Wytwórnia Filmów Fabularnych w Łodzi
- Laboratorium – Wytwórnia Filmów Fabularnych w Łodzi

## Obsada
| - Adam Hanuszkiewicz – "Fram", dowódca oddziału - Gustaw Holoubek – major Kurt von Steinhagen - Henryk Bąk – Erich Weber, obersturmführer SS - Tadeusz Łomnicki – Antoni, członek oddziału - Henryk Szletyński – sędzia na procesie Webera - Ryszard Ronczewski – Avin, adiutant von Steinhagena - Cezary Julski – "Rudy", członek oddziału - Jerzy Antczak – Hugo, członek oddziału - Alina Janowska – farmaceutka Monika - Barbara Horawianka – Klara, sekretarka i kochanka von Steinhagena - Wanda Majerówna – Anna - Jadwiga Kuryluk – pani Brum, gospodyni von Steinhagena - Jadwiga Andrzejewska – matka Antoniego - Ignacy Machowski – doktor Hase, adwokat Webera - Andrzej Krasicki – prokurator na procesie Webera | - Edward Wichura – Maluschka - Aleksander Sewruk – "Filip", szef grupy - Zbigniew Stawarz – kelner Heinz - Jerzy Kaczmarek – Tomek, członek grupy "Filipa" - Henryk Nysenzweig – Henryk Tenenbaum, świadek na procesie Webera - Kazimierz Wilamowski – profesor, ojciec Antoniego - Zygmunt Malawski – Otto Wiese, nowy kierowca von Steinhagena - Seweryn Butrym – lekarz leczący Knabego - Marian Wojtczak – Knabe, kierowca von Steinhagena - Feliks Żukowski – Polak ukrywający rodzinę Tenenbaumów - Henryk Modrzewski – sędzia na procesie Webera - Józef Łodyński – członek sądu koleżeńskiego - Leopold R. Nowak – kelner w klubie - Mieczysław Waśkowski – gestapowiec - protokolant |